# Canoagem nos Jogos Europeus de 2015 - C-1 200 m masculino
A categoria C-1 200 metros masculino foi um dos eventos da canoagem nos Jogos Europeus de 2015. Foi disputada nos dias 15 e 16 de junho, no Kur Sport and Rowing Centre, em Mingachevir, no Azerbaijão.

## Calendário
Horário de verão do Azerbaijão (UTC+5).
| Data        | Horário | Fase          |
| ----------- | ------- | ------------- |
| 15 de junho | 14:40   | Eliminatórias |
| 15 de junho | 16:30   | Semifinal     |
| 16 de junho | 15:15   | Final         |

## Medalhistas
| Ouro   | LTU Henrikas Žustautas  |
| Prata  | AZE Valentin Demyanenko |
| Bronze | CZE Martin Fuksa        |

## Resultados

### Eliminatórias
Os melhores em cada bateria se classificaram diretamente para a final e os restantes disputaram a semifinal.
Bateria 1
| Pos. | Canoísta          | Nacionalidade | Tempo  | Notas |
| ---- | ----------------- | ------------- | ------ | ----- |
| 1    | Hélder Silva      | POR Portugal  | 39.248 | FA    |
| 2    | Andrey Kraitor    | RUS Rússia    | 39.337 | SF    |
| 3    | Yuriy Cheban      | UKR Ucrânia   | 40.120 | SF    |
| 4    | Tomasz Kaczor     | POL Polônia   | 41.568 | SF    |
| 5    | Stefan Kiraj      | GER Alemanha  | 41.689 | SF    |
| 6    | Andrzej Jezierski | IRL Irlanda   | 42.339 | SF    |
| 7    | Miķelis Ežmalis   | LAT Letônia   | 42.362 | SF    |

Bateria 2
| Pos. | Canoísta            | Nacionalidade    | Tempo  | Notas |
| ---- | ------------------- | ---------------- | ------ | ----- |
| 1    | Valentin Demyanenko | AZE Azerbaijão   | 38.978 | FA    |
| 2    | Henrikas Žustautas  | LTU Lituânia     | 39.230 | SF    |
| 3    | Artsem Kozyr        | BLR Bielorrússia | 39.609 | SF    |
| 4    | Thomas Simart       | FRA França       | 40.211 | SF    |
| 5    | Chris Calvert       | GBR Grã-Bretanha | 41.371 | SF    |
| 6    | Ľubomír Hagara      | SVK Eslováquia   | 42.034 | SF    |
| 7    | Sergiu Craciun      | ITA Itália       | 42.066 | SF    |

Bateria 3
| Pos. | Canoísta          | Nacionalidade | Tempo  | Notas |
| ---- | ----------------- | ------------- | ------ | ----- |
| 1    | Jonatán Hajdu     | HUN Hungria   | 39.315 | FA    |
| 2    | Alfonso Benavides | ESP Espanha   | 39.399 | SF    |
| 3    | Martin Fuksa      | CZE Chéquia   | 39.778 | SF    |
| 4    | Zaza Nadiradze    | GEO Geórgia   | 39.935 | SF    |
| 5    | Oleg Tarnovschi   | MDA Moldávia  | 40.949 | SF    |
| 6    | Kerim Tenha       | TUR Turquia   | 46.840 | SF    |

### Semifinal
Os três melhores em cada bateria se classificaram para a final A. Os quatro restantes se classificam para a final B.
Semifinal 1
| Pos. | Canoísta          | Nacionalidade    | Tempo  | Notas |
| ---- | ----------------- | ---------------- | ------ | ----- |
| 1    | Andrey Kraitor    | RUS Rússia       | 38.540 | FA    |
| 2    | Artsem Kozyr      | BLR Bielorrússia | 38.648 | FA    |
| 3    | Martin Fuksa      | CZE Chéquia      | 38.658 | FA    |
| 4    | Zaza Nadiradze    | GEO Geórgia      | 39.111 | FB    |
| 5    | Andrzej Jezierski | IRL Irlanda      | 40.277 | FB    |
| 6    | Chris Calvert     | GBR Grã-Bretanha | 40.816 | FB    |
| 7    | Tomasz Kaczor     | POL Polônia      | 41.266 | FB    |
| 8    | Sergiu Craciun    | ITA Itália       | 44.784 |       |
| 9    | Kerim Tenha       | TUR Turquia      | 46.760 |       |

Semifinal 2
| Pos. | Canoísta           | Nacionalidade  | Tempo  | Notas |
| ---- | ------------------ | -------------- | ------ | ----- |
| 1    | Henrikas Žustautas | LTU Lituânia   | 38.737 | FA    |
| 2    | Thomas Simart      | FRA França     | 38.780 | FA    |
| 3    | Yuriy Cheban       | UKR Ucrânia    | 38.790 | FA    |
| 4    | Alfonso Benavides  | ESP Espanha    | 38.984 | FB    |
| 5    | Oleg Tarnovschi    | MDA Moldávia   | 39.630 | FB    |
| 6    | Stefan Kiraj       | GER Alemanha   | 40.012 | FB    |
| 7    | Miķelis Ežmalis    | LAT Letônia    | 40.547 | FB    |
| 8    | Ľubomír Hagara     | SVK Eslováquia | 40.695 | FBq   |

### Final
Final B
Os competidores desta final disputaram as posições 10 a 18.
| Pos. | Canoísta          | Nacionalidade    | Tempo  |
| ---- | ----------------- | ---------------- | ------ |
| 1    | Alfonso Benavides | ESP Espanha      | 40.833 |
| 2    | Zaza Nadiradze    | GEO Geórgia      | 41.131 |
| 3    | Stefan Kiraj      | GER Alemanha     | 41.516 |
| 4    | Andrzej Jezierski | IRL Irlanda      | 42.244 |
| 5    | Oleg Tarnovschi   | MDA Moldávia     | 42.473 |
| 6    | Ľubomír Hagara    | SVK Eslováquia   | 42.507 |
| 7    | Tomasz Kaczor     | POL Polônia      | 42.962 |
| 8    | Chris Calvert     | GBR Grã-Bretanha | 43.341 |
| 9    | Miķelis Ežmalis   | LAT Letônia      | 43.736 |

Final A
Os competidores desta final disputaram as posições de 1 a 9, com medalhas para os três primeiros.
| Pos.              | Canoísta            | Nacionalidade    | Tempo  |
| ----------------- | ------------------- | ---------------- | ------ |
| Medalha de ouro   | Henrikas Žustautas  | LTU Lituânia     | 40.064 |
| Medalha de prata  | Valentin Demyanenko | AZE Azerbaijão   | 40.142 |
| Medalha de bronze | Martin Fuksa        | CZE Chéquia      | 40.188 |
| 4                 | Andrey Kraitor      | RUS Rússia       | 40.199 |
| 5                 | Hélder Silva        | POR Portugal     | 40.682 |
| 6                 | Artsem Kozyr        | BLR Bielorrússia | 40.719 |
| 7                 | Thomas Simart       | FRA França       | 40.745 |
| 8                 | Yuriy Cheban        | UKR Ucrânia      | 41.036 |
| 9                 | Jonatán Hajdu       | HUN Hungria      | 41.192 |